# Tre Kronor-klass
Tre Kronor-klass var en klass av kryssare som ingick i svenska flottan. Klassen utgjordes av fartygen HMS Tre Kronor och HMS Göta Lejon. I 1942 års försvarsbeslut togs förslaget fram att köpa kryssare från USA eller Italien men dessa avslogs. Planerna blev istället att bygga det första fartyget på Götaverken och det andra på Eriksbergs varv i Göteborg. Fartygen var baserade på italienska ritningar och sattes i tjänst år 1947. Tre Kronor utrangerades år 1964 och såldes för skrotning, medan Göta Lejon utrangerades 1970 och såldes till Chile, där hon fick det nya namnet Almirante Latorre. Fartygen i klassen var de största ytstridsfartygen som någonsin ingått i svenska flottan.

## Bakgrund
Strax före andra världskrigets utbrott hade riksdagen beviljat medel till nya pansarskepp. På grund av flottans i övrigt dåliga skick vid tiden beslutades emellertid att skjuta upp byggandet, och i stället använda pengarna till inköp av mindre fartyg och upprustning av de mest omoderna fartygen. Under tiden fortskred dock projekteringen av större fartyg, och i december 1939 begärde marinförvaltningen att få beställa två nya pansarskepp. Detta beviljades emellertid aldrig, utan det beslutades att arbetet med pansarskeppen skulle ställas in tills vidare. Detta berodde på att flottan ansågs vara i behov av helt andra, mer effektiva, fartygstyper än pansarskepp. Efter att flera olika projekt till större artillerifartyg diskuterats, kom inriktningen att gå mot kryssare.

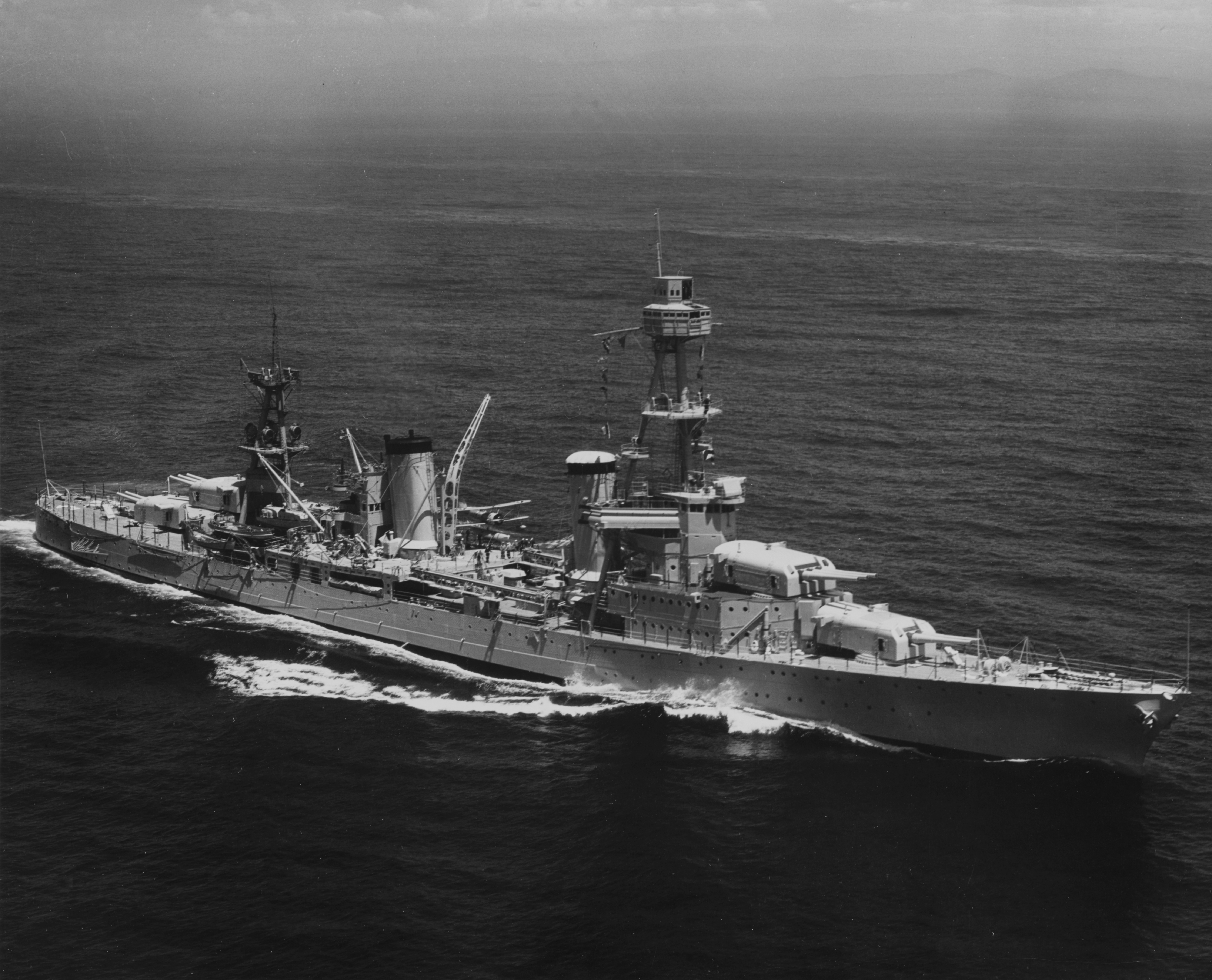
Den amerikanska kryssaren USS Pensacola var ett av fartygen som det förhandlades om att inköpa.

Då den svenska varvsindustrins kapacitet inte medgav byggande av större fartyg inom en rimlig tid påbörjades förhandlingar om inköp i utlandet. Både den amerikanska kryssaren USS Pensacola och den italienska Alberico da Barbiano var aktuella, men inget inköp kom att aktualiseras. Istället påbörjades i Sverige projektering av en ny kryssare, med den holländska HNLMS Tromp som förebild. Fartygets deplacement skulle bli 4 800 ton och bestyckningen skulle bli sex kanoner av samma typ som på HMS Gotland. Detta förslag kom emellertid att avvisas, och istället förordade en kommission att fyra mindre kryssare skulle byggas.
Under våren 1940 höll AB Bofors på att tillverka 15,2 cm kanoner åt den nederländska marinen, men då landet invaderades av Tyskland önskade man från nederländskt håll att bryta kontraktet. Kanonerna togs då i beslag av svenska staten, och det beslutades att de skulle användas i svenska kryssare. Kanonernas storlek gjorde det omöjligt att bygga den mindre typ av kryssare som tidigare hade förordats, och istället beslutades i riksdagen år 1940 att två kryssare av större typ skulle byggas. Efter utdragen politisk debatt och ett omfattande arbete med kontraktsunderlaget kunde i juni 1942 anbud infordras från Götaverken och Eriksbergs Mekaniska Verkstads AB. Den 15 september samma år tecknades avtal med varven, som kom att bygga var sitt av de två fartygen till en kostnad av 65 miljoner kronor per fartyg (drygt 1,2 miljarder kronor per fartyg i 2009 års penningvärde).

## Konstruktion

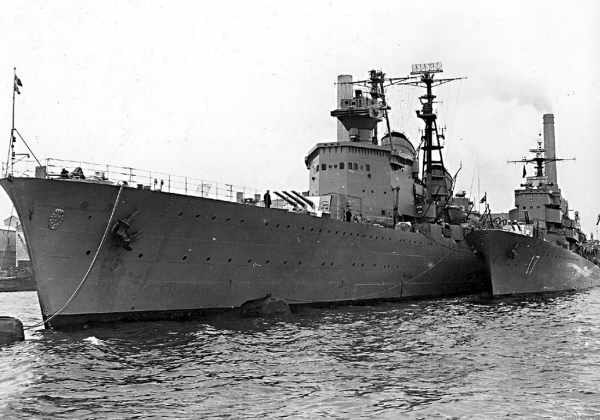
Göta Lejon jämte jagaren tydliggör klassens storlek.

Fartygen i klassen var 180,2 meter långa, 16,7 meter breda och hade ett djupgående av 5,7 meter. Standarddeplacementer var 7 650 ton och det maximala deplacementet var 9 238 ton. Skrovet byggdes av svetsat stål, med undantag för pansarplåten som inte kunde svetsas utan skruvades fast på skrovets utsida. Pansarplåt var under byggnationen svår att införskaffa, varför plåt ifrån de gamla pansarskeppen HMS Oden och HMS Thor fick användas. Sidopansaret var 70 mm tjockt och däcket hade dubbla 30 mm pansarplåtar. Skrovet var utformat med ett backdäck som sträckte sig över mer än halva fartygets längd. Strax för om midskepps stod den huvudsakliga överbyggnaden. Denna var enligt italienska förebilder byggd kring ett cylinderformat torn, men strax efter leveransen byggdes de om till en större byggnad med mer släta sidor och en öppen manöverbrygga högst upp. I överbyggnaden fanns dessutom fartygs- och förbandsledningarna samt strids- och radarhytter. Trots att radar inte installerades från början försågs fartygen med två master för senare installation av radarantenner. För att undvika problem med att rök från skorstenarna skulle försämra sikten från bryggorna gjordes modellförsök i vindtunnel på KTH, vilket ledde till att skorstenarna byggdes med en kraftig lutning akterut.

## Maskineri
Maskineriet bestod av fyra stycken vattenrörspannor av märket Penhoët, vilka levererade ånga till två stycken ångturbiner av märket de Laval. Utformningen var sådan att längst förut fanns två pannrum som levererade ånga till det förliga turbinrummet, vilket drev styrbords propeller, och akter därom fanns två pannrum och ett turbinrum som drev babords propeller. Framdrivningsmaskineriet genererade en effekt av 90 000 hästkrafter, vilket fick fartygen att överskrida den kontrakterade farten 33 knop. Dessutom fanns ångdrivna elgeneratorer samt två dieselmotordrivna generatorer.

## Bestyckning

### Artilleri

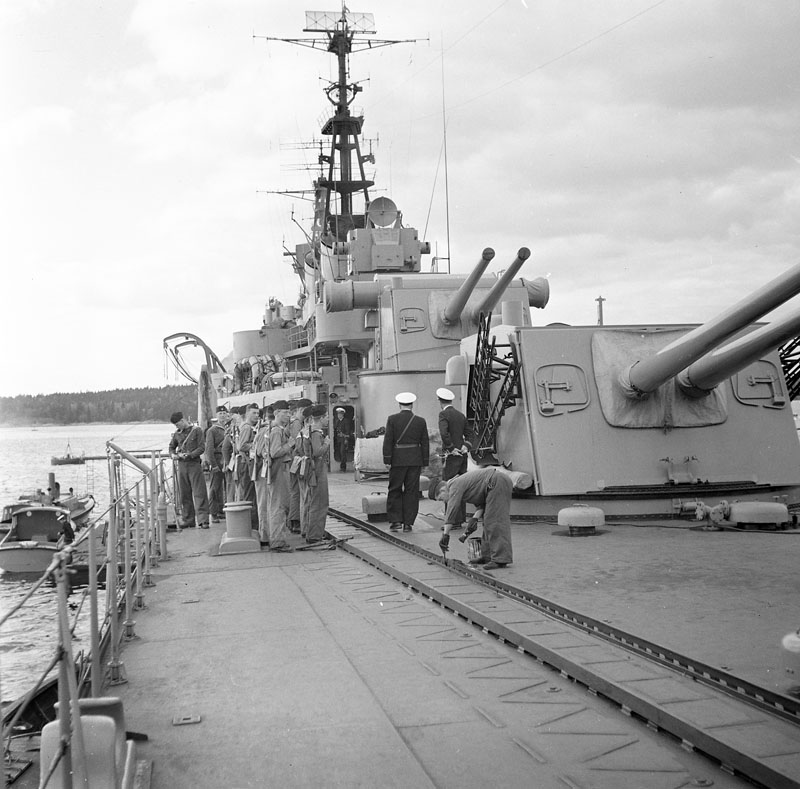
Bild tagen akterifrån som visar Göta Lejons två aktra dubbeltorn. Den runda parabolen i mitten av bilden är den aktra eldledningen. På däcket kan man även se babords räls för minfällning.

Huvudbestyckningen utgjordes av sju stycken 15,2 cm kanoner m/42 placerade i ett torn på fördäck och två torn på akterdäck. Kanonerna kunde användas för beskjutning av mål på sjön, på land, och i luften och hade en eldhastighet av 10 skott per minut och eldrör, eller högre vid luftvärnsskjutning. Den maximala skottvidden var 22 000 meter. I ammunitionsförrådet medfördes cirka 200 granater per eldrör av olika typ samt lysgranater. Kanonerna riktades från ett centralsikte antingen optiskt eller med hjälp av artilleriradar och skjutningen beräknades i tre artillericentraler.

### Övrig bestyckning
För luftvärn var fartygen utrustade med 20 stycken 40 mm luftvärnsautomatkanoner m/36. Dessa var installerade i sex gyrostabiliserade vattenkylda dubbellavettage samt fyra handriktade luftkylda dubbellavettage. Utöver dessa fanns även nio 20 mm luftvärnsautomatkanoner m/40 monterade i enkellavettage.
På akterdäcket stod två tredubbla tuber för 53 cm torpeder vilka riktades från två sikten, ett på vardera sidan om den förliga överbyggnaden. Dessutom fanns på akterdäcket rälsar för minfällning samt sjunkbombskastare för ubåtsbekämpning.

## Fartyg i klassen
|  | Fartyg         | Sjösatt          | Levererad        | Utrangerad     | Öde                                                                          |
|  | -------------- | ---------------- | ---------------- | -------------- | ---------------------------------------------------------------------------- |
|  | HMS Tre Kronor | 16 december 1944 | 25 oktober 1947  | 1 januari 1964 | Såld 1968 för partiell skrotning i Göteborg, skrovet använt som pontonbrygga |
|  | HMS Göta Lejon | 17 november 1945 | 15 december 1947 | 1 juli 1970    | Såld till Chile 1971, skrotad i Taiwan 1987                                  |

## Bildgalleri

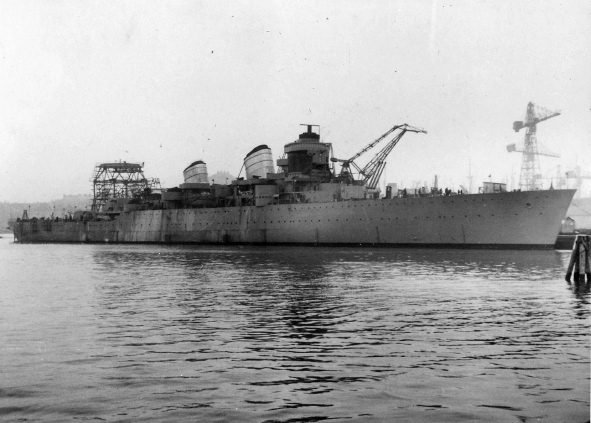
Tre Kronor under byggnad år 1946.
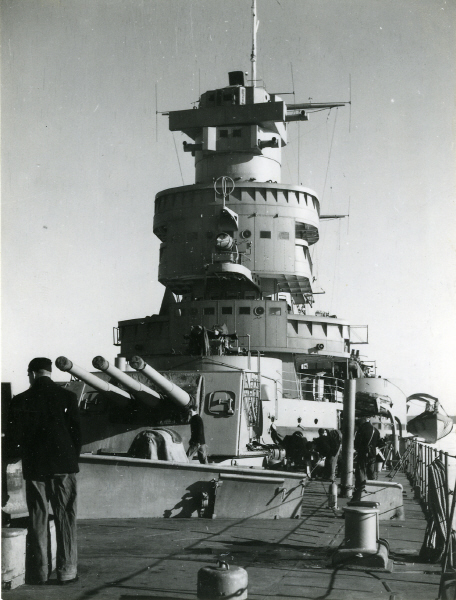
Göta Lejon med den ursprungliga överbyggnaden.
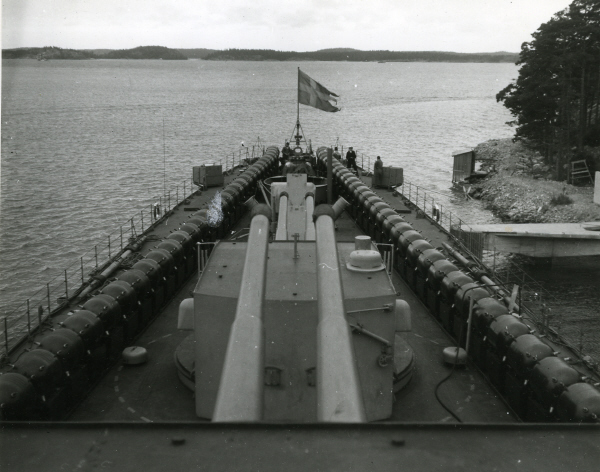
Minor på Göta Lejons akterdäck.
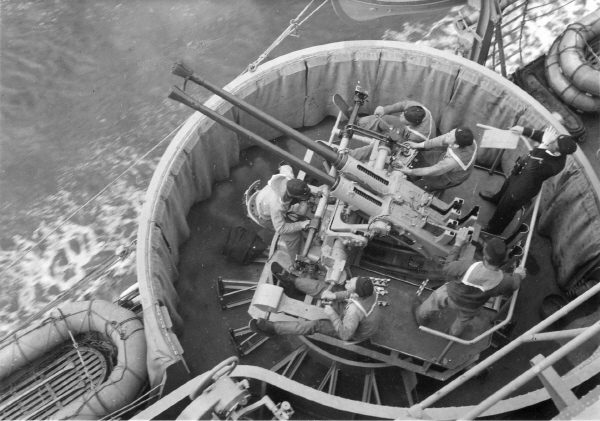
40 mm luftvärnskanon på Tre Kronor.